# Gołąbek gęstoblaszkowy
Gołąbek gęstoblaszkowy (Russula densifolia Secr. ex Gillet) – gatunek grzyba należący do rodziny gołąbkowatych (Russulaceae). 

## Systematyka i nazewnictwo
Pozycja w klasyfikacji według Index Fungorum: Russula, Russulaceae, Russulales, Incertae sedis, Agaricomycetes, Agaricomycotina, Basidiomycota, Fungi.
Nazwę polską podała Alina Skirgiełło w 1991 r.

## Morfologia
Kapelusz
Ma średnicę 4–9 cm, za młodu jest płaskołukowaty, ma nieco wklęsły środek i podwinięte brzegi, potem staje się lejkowaty. W czasie suchej pogody jest matowy z niewielkim jedwabistym połyskiem, w czasie wilgotnej pogody staje się błyszczący i lepki. Bardzo młode okazy są białe, potem szare, w końcu szaroczarne. Najciemniej wybarwiony jest na środku, ku brzegom jaśnieje. Można ściągnąć skórkę do 1/3 średnicy kapelusza.
Blaszki
Gęste, szeroko przyrośnięte i rozwidlone. Początkowo jasnokremowe, potem kremowożółte, w końcu ochrowe.
Trzon
Wysokość 2,5–6 cm, grubość 1,2–2 cm. Jest gruby, walcowaty, pełny i twardy. Jego powierzchnia pokryta jest delikatnymi włoskami, później jasnymi żyłkami. Po uciśnięciu czerwienieje, potem czernieje. 
Miąższ
Białawy, po uszkodzeniu czerwienieje, potem szarzeje, a na koniec (po 5–10 min.) czernieje. Ma ostry smak i słaby zapach.
Wysyp zarodników
Biały. Zarodniki kuliste, drobnopunktowane o średnicy 8–9 μm. 

## Występowanie i siedlisko
Najliczniejsze stanowiska tego gatunku opisano w Europie i Ameryce Północnej, ale znany jest także w Ameryce Środkowej. Korei i Japonii. W Polsce jest dość pospolity.
Występuje w lasach liściastych, iglastych, najczęściej pod sosnami i świerkami. Pod drzewami liściastymi rośnie rzadko. Pojawia się od lipca do października.

## Znaczenie
Grzyb niejadalny. W Europie uważany jest za niejadalny, zwykle bywa też silnie zarobaczywiony. Jednak na opracowanej dla FAO liście grzybów spożywanych w różnych krajach świata jest wymieniony jako jadany w Indiach, Laosie, Meksyku i Tajlandii.

## Gatunki podobne
Łatwo może być pomylony z gołąbkiem czarniawym (Russula nigricans), który jednak ma znacznie rzadsze blaszki i miąższ o bardziej łagodnym smaku. Podobny jest też gołąbek białoczarny (Russula albonigra) o gorzkawo-mentolowym smaku, lub gołąbek podpalany (Russula adusta), ale jego kapelusz jest bardziej blady przy brzegach, a jego miąższ czerwienieje po przecięciu, ale nie czernieje.